# Endurance-Canyon
Koordinaten: 69° 30′ S, 48° 0′ W
Der Endurance-Canyon ist ein Tiefseegraben im Weddell-Meer. Er liegt nördlich des Filchner-Ronne-Schelfeises.
Benannt ist er nach der Endurance, dem Schiff der Endurance-Expedition (1914–1917) unter der Leitung des britischen Polarforschers Ernest Shackleton (1874–1922).